# Андовер (Канзас)
Андовер (англ. Andover) — місто (англ. city) в США, в округах Батлер і Седжвік штату Канзас. Населення — 14 892 особи (2020).

## Географія
Андовер розташований за координатами 37°41′13″ пн. ш. 97°7′58″ зх. д. / 37.68694° пн. ш. 97.13278° зх. д. (37.687078, -97.132909).  За даними Бюро перепису населення США в 2010 році місто мало площу 26,00 км², з яких 25,87 км² — суходіл та 0,13 км² — водойми.

## Демографія
Згідно з переписом 2010 року, у місті мешкала 11 791 особа в 4036 домогосподарствах у складі 3129 родин. Густота населення становила 453 особи/км².  Було 4233 помешкання (163/км²).
Расовий склад населення:
| - 93,0 % — білих - 1,8 % — азіатів - 1,0 % — чорних або афроамериканців - 0,6 % — корінних американців - 0,1 % — вихідців з тихоокеанських островів |

До двох чи більше рас належало 2,5 %. Частка іспаномовних становила 4,8 % від усіх жителів.
За віковим діапазоном населення розподілялося таким чином: 33,7 % — особи молодші 18 років, 57,3 % — особи у віці 18—64 років, 9,0 % — особи у віці 65 років та старші. Медіана віку мешканця становила 33,7 року. На 100 осіб жіночої статі у місті припадало 93,9 чоловіків;  на 100 жінок у віці від 18 років та старших — 91,3 чоловіків також старших 18 років.
Середній дохід на одне домашнє господарство  становив 101 426 доларів США (медіана — 83 608), а середній дохід на одну сім'ю — 116 429 доларів (медіана — 93 710). Медіана доходів становила 66 262 долари для чоловіків та 41 399 доларів для жінок. За межею бідності перебувало 2,7 % осіб, у тому числі 0,8 % дітей у віці до 18 років та 5,5 % осіб у віці 65 років та старших.
Цивільне працевлаштоване населення становило 6255 осіб. Основні галузі зайнятості: освіта, охорона здоров'я та соціальна допомога — 27,0 %, виробництво — 17,9 %, роздрібна торгівля — 10,3 %, науковці, спеціалісти, менеджери — 8,1 %.